# 北カフカース連邦管区

北カフカース連邦管区
Северо-Кавказский федеральный округ

北カフカース連邦管区（きたカフカースれんぽうかんく、北カフカス連邦管区、ロシア語: Северо-Кавказский федеральный округ, Severo-Kavkazsky federal'nyj okrug）は、ロシア連邦の地域管轄区分である連邦管区のひとつ。北は南部連邦管区である。本部はスタヴロポリ地方のピャチゴルスクに置かれる。
2010年1月19日、ドミートリー・メドヴェージェフ大統領により南部連邦管区から北カフカース地方の7連邦構成主体が分離して新たに設置された。人口は893万3889人（2002年の国勢調査）である。この内、ロシア民族の占める割合は、298万8,070人で全人口の33.45パーセントである。

## 連邦構成主体

北カフカース連邦管区に所属する連邦構成主体は、以下の7主体である。
1. ダゲスタン共和国
2. イングーシ共和国
3. カバルダ・バルカル共和国
4. カラチャイ・チェルケス共和国
5. 北オセチア共和国
6. スタヴロポリ地方
7. チェチェン共和国

## 歴代大統領全権代表
1. アレクサンドル・フロポーニン (2010年1月19日 - 2014年5月12日)[1]
2. セルゲイ・メリコフ（ロシア語版） (2014年5月12日 - 2016年7月28日)
3. オレグ・ベラベンツェフ（英語版） (2016年7月28日 - 2018年6月26日)
4. アレクサンドル・マトフニコフ（ロシア語版） (2018年6月26日 - 2020年1月22日)
5. ユーリ・チャイカ (2020年1月22日[2] - )